# Casato d'Assia

Stemma del Casato d'Assia

Il Casato d'Assia è una dinastia europea che ha governato dal XIII secolo la regione dell'Assia e che prende origine dal Casato di Brabante.

## Storia

### Origini
Le origini del Casato d'Assia incominciano con il matrimonio di Sofia di Turingia, figlia di Ludovico IV, Langravio di Turingia ed Elisabetta d'Ungheria, con Enrico II, Duca di Brabante del Casato di Reginar. Sofia era erede dell'Assia che trasmise a suo figlio Enrico in base alla sua conservazione del territorio in seguito alla sua parziale vittoria nella guerra di successione della Turingia in cui lei era una della parti belligeranti.

### Ascesa
In origine la parte occidentale del Langraviato di Turingia nella metà del XIII fu ereditato dal figlio minore di Enrico II, duca di Brabante, e divenne un'entità politica distinta. Dal tardo XVI secolo fu generalmente divisa in diversi rami, i più importante dei quali erano quelli di Assia-Kassel o (Assia-Cassel) ed Assia-Darmstadt. Al principio del XIX secolo il Langravio d'Assia-Kassel fu elevato ad Elettore d'Assia (1803), mentre il Langravio d'Assia-Darmstadt divenne Granducato d'Assia (1806), in seguito Granducato d'Assia e del Reno. L'Elettorato d'Assia (Assia-Kassel) fu annesso dalla Prussia nel 1866, mentre il Granducato d'Assia (Assia-Darmstadt) durò fino alla fine della monarchia tedesca nel 1918.

## Rami del Casato d'Assia
Filippo I, Langravio d'Assia morì nel 1567. L'Assia fu divisa fra i suoi quattro figli maschi, ne risultarono quattro nuove linee: Assia-Darmstadt, Assia-Kassel, Assia-Marburgo ed Assia-Rheinfels.
La linea d'Assia-Darmstadt era anche parte della linea morganatica della famiglia Battenberg quando il principe Alessandro d'Assia e del Reno sposò Julia Hauke. I Battenberg che in seguito si stabilirono nel Regno Unito, cambiarono il loro nome in Mountbatten nel 1917 in conseguenza dello stato di guerra tra il Regno Unito e l'Impero tedesco durante la prima guerra mondiale.
- Casato di Brabante
  - Assia (1264-1567)
    - Assia-Darmstadt (1567–1806)
      - Assia-Butzbach (1609–1642)
      - Assia-Braubach (1609–1651)
      - Assia-Homburg (1622–1866)
      - Assia-Itter (1661–1676)
      - Battenberg (1858, linea morganatica Mountbatten dal 1917)

    - Assia-Kassel (1567–1866)
      - Assia-Rotenburg (1627–1834)
      - Assia-Wanfried (1627–1755)
      - Assia-Rheinfels (1627–1754)
      - Assia-Philippsthal (1685)
        - Assia-Philippsthal-Barchfeld (1721)

    - Assia-Marburgo (1567, ereditato nel 1604 a Assia-Darmstadt e Assia-Kassel)
    - Assia-Rheinfelds (1567, eredità divisa in Assia-Darmstadt, Assia-Kassel e Assia-Marburgo)

Nel 1960 Luigi, granduca titolare d'Assia e del Reno, senza eredi, adottò il cugino Maurizio d'Assia-Kassel. Alla morte del principe Luigi, il 20 maggio 1968, il padre di Maurizio, il langravio Filippo d'Assia, a seguito di patti familiari del 1902, gli successe ed ereditò i titoli, riunificando la Casa d'Assia, divisa fin dal 1567. Al principe Filippo, successe il 25 ottobre 1980, il langravio Maurizio e a questi il figlio, attuale Capo della Dinastia d'Assia, il principe e langravio Donato d'Assia, dal 23 maggio 2013.